# Pedro Núñez (peintre)
Pour les articles homonymes, voir Pedro Núñez et Núñez.
Pour l'autre peintre espagnol nommé Pedro Núñez, voir Pedro Núñez de Villavicencio.

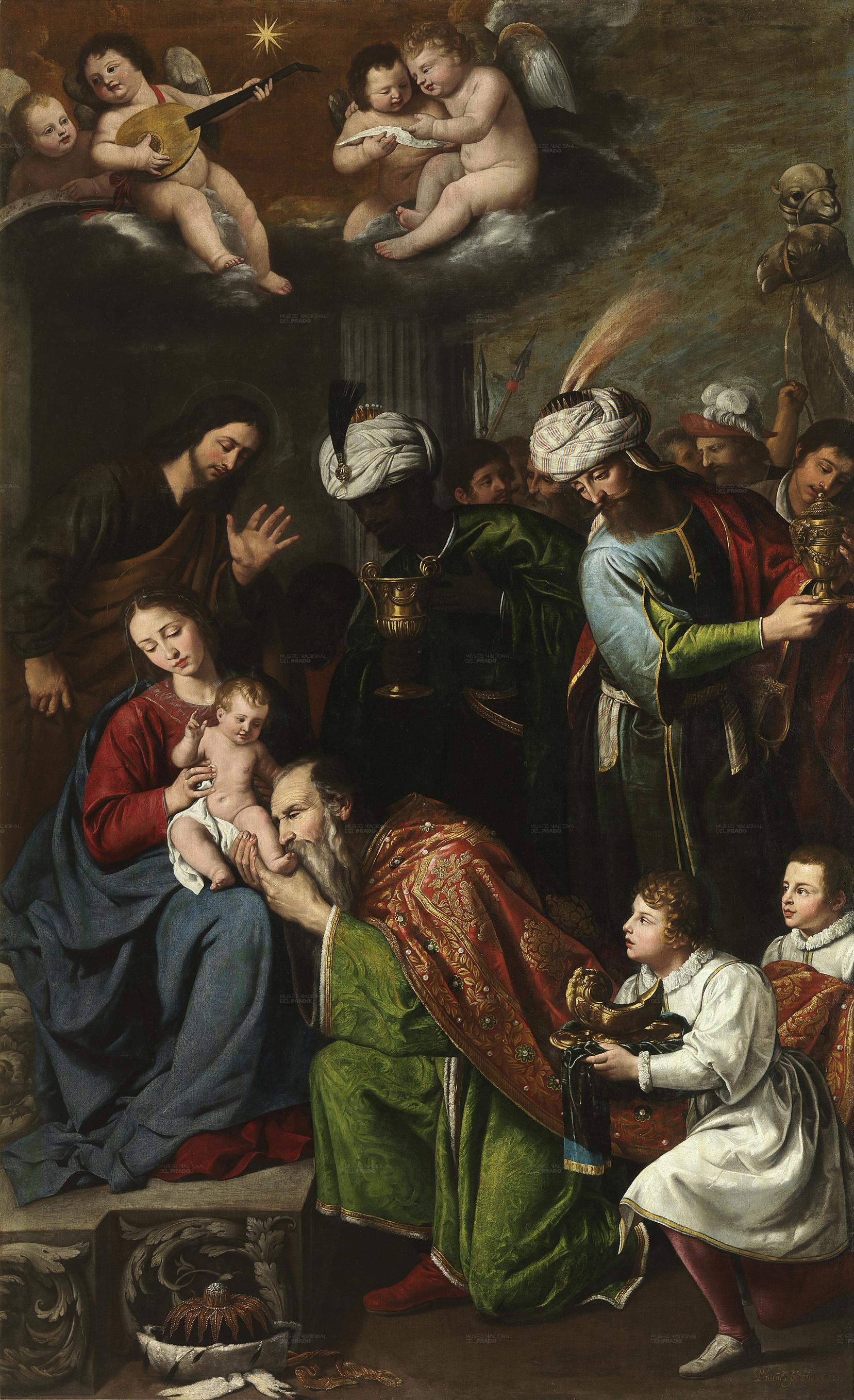
Adoration des Rois, Musée du Prado, Madrid.

Pedro Núñez (né entre 1597 et 1614 et mort le 24 septembre 1649) est un peintre espagnol.

## Biographie
Pedro Núñez del Valle est né à Madrid. On sait que son père était chaudronnier, mais on ignore la date de sa naissance. Il fut d'abord l'élève de Juan de Soto, puis alla se perfectionner à Rome. À Rome, on a des informations pour les années 1613 et 1614, où il est membre de l'Academia de San Lucas. Il devait être déjà de retour en Espagne en 1623, quand il signe avec le titre academicus romanus le San Orencio de l'église de San Lorenzo de Huesca, sans discussion ténébriste dans le traitement de la lumière et avec des échos du classicisme de Guido Reni dans les personnages.
En 1625, il contracta mariage avec Ángela de Seseña, orpheline ayant pour tuteur Alonso Carbonel. La documentation pour cette année indique qu'il travaillait au cloître de la Merci de Madrid, en compagnie de Juan van der Hamen, avec qui il dut établir des liens d'amitié, se chargeant à sa mort (1631) de l'évaluation de ses biens. À la mort de Bartolomé González y Serrano, en 1627, Núñez sollicita la place de peintre du roi qui était vacante et à laquelle aspiraient douze peintres. Vicente Carducho, Eugenio Cajés et Diego Vélasquez, furent chargés par Philippe IV de classer les postulants. Ils le placèrent en quatrième position, après Antonio de Lanchares, Félix Castelo et Angelo Nardi. Il fut cependant appelé à travailler à la Cour assez fréquemment: en 1633 il a peint l'ermitage de Saint-Jean au Buen Retiro. En 1639, avec d'autres peintres, il participa à la décoration du Salon Doré ou salon des comédies de l'Alcázar, où on lui commanda le double portrait de Philippe III et Philippe IV, monarque régnant, et celui de Henri Ier avec Alphonse IX. Dix ans plus tard, en collaboration avec Francisco Ricci, il a été chargé de la peinture faite au palais pour célébrer l'anniversaire de la reine Marie-Anne d'Autriche.
Cette même année (août 1649), il fit un testament, demandant à être enterré au convent de la Victoria.

## Œuvre
Le San Orencio de Huesca, daté de 1623, est l'œuvre la plus ancienne conservée de Núñez del Valle, avec de fortes influences de son passage en Italie, où il se forma à l'étude de l'école romano-bolonaise, tout en se souvenant du caravagisme représenté par Artemisia Gentileschi et Cecco da Caravaggio. De 1631 est datée l'Adoración de los Magos, récemment entrée au Musée du Prado, dans laquelle les suggestions caravagistes se mêlent avec des influences de Rubens. Le Camino del Calvario de la Collégiale de Talavera de la Reina, est une œuvre également datée (1632) mais est en mauvais état de conservation.
L'influence du monde romain se manifeste également dans d'autres œuvres remarquables, comme la Santa Apolonia appartenant à une collection particulière, l'Anunciación du Musée de l'Ermitage, la Santa Margarita, du monastère des Déchaussées royales de Madrid, fortement caravagiste dans le traitement de la lumière et dans l'étude des étoffes et des détails de nature morte, ou, plus spécialement, Jael y Sisara du Musée de Dublin, une de ses œuvres les plus complexes et longtemps attribuée à Cecco da Caravaggio. Núñez del Valle a dû cultiver aussi la peinture de paysage, selon ce qui ressort des œuvres qu'il laissa à sa mort, connues par l'inventaire de ses biens, et dont une seulement a été conservée. On retrouve une présence de beaux paysages dans quelques-unes de ses œuvres, comme dans Agar e Ismael, de la Beneficencia de Ávila, ou dans la Huida a Egipto appartenant à une collection particulière.